# Koprivnica (Zaječar)
Pour les articles homonymes, voir Koprivnica.
Koprivnica (en serbe cyrillique : Копривница) est un village de Serbie situé sur le territoire de la ville de Zaječar, district de Zaječar. Au recensement de 2011, il comptait 416 habitants.

## Démographie

### Évolution historique de la population
| 1948  | 1953  | 1961  | 1971 | 1981 | 1991 | 2002 | 2011 |
| ----- | ----- | ----- | ---- | ---- | ---- | ---- | ---- |
| 1 133 | 1 103 | 1 105 | 966  | 825  | 676  | 532  | 416  |

|  |